# 9395 Saint Michel
9395 Saint Michel è un asteroide della fascia principale. Scoperto nel 1994, presenta un'orbita caratterizzata da un semiasse maggiore pari a 2,6010271 UA e da un'eccentricità di 0,1046828, inclinata di 2,33248° rispetto all'eclittica.